# Goodyear (Automarke)
Goodyear war eine britische Automobilmarke, die nur 1924 von der American Auto Agency Ltd. in Manchester gebaut wurde.
Wie der Crewford wenige Jahre vorher versuchte die American Auto Agency, einen edel aussehenden Tourenwagen auf Basis des US-amerikanischen Ford T-Modells zu etablieren. Auch der Goodyear hatte dessen seitengesteuerten Vierzylinder-Reihenmotor mit 2,8 l Hubraum. Wie sein Vorgänger war auch dieser Wagen bald wieder vom Markt verschwunden.

## Quelle
- David Culshaw, Peter Horrobin: The Complete Catalogue of British Cars. 1895–1975. New edition. Veloce Publishing plc., Dorchester 1997, ISBN 1-874105-93-6.